# District de Tanggu
Le district de Tanggu (塘沽区 ; pinyin : Tánggū Qū) écrit aussi Takou ou Taku dans les textes européens, est une subdivision de la municipalité de Tianjin en Chine.
Il est situé à l'embouchure du Hai He dans la mer de Bohai, à 48 km en aval de la ville de Tianjin, dont il est l'un des ports. La zone de développement économico-technologique de Tianjin se trouve dans les limites de la ville.
Tanggu a été le théâtre du débarquement du corps expéditionnaire franco-anglais en 1860 pour la seconde guerre de l'opium, et du débarquement du corps expéditionnaire international en 1900 pour la guerre des Boxers. Le 31 mai 1933, un armistice y fut signé entre la République de Chine et le Japon.
Les vestiges d'un des forts de Taku sur la rive sud de l'embouchure du fleuve Hai He ont été aménagés en mémorial des deux guerres impérialistes ( 大沽炮台公园 Dàgū pàotái gōngyuán ).

## Liens externes

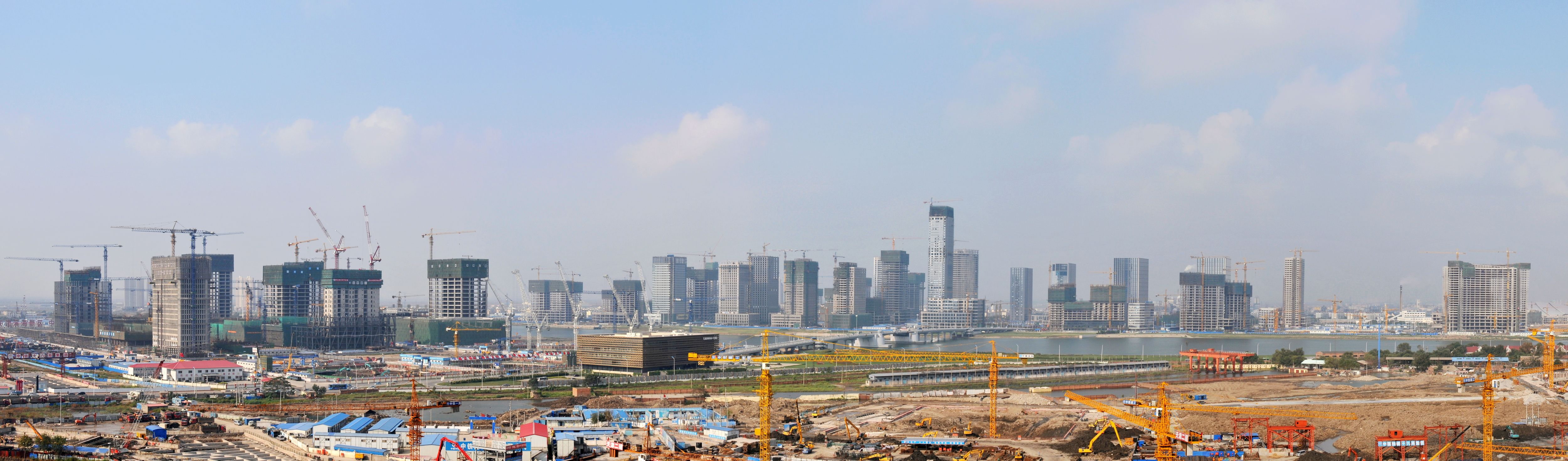
Tanggu